# Simon Saint-Jean
Pour les articles homonymes, voir Saint-Jean.
Simon Saint-Jean est un peintre français, né à Lyon le 14 octobre 1808 et mort à Écully le 3 juillet 1860.
Artiste de l'École de Lyon, il s'est spécialisé dans la peinture de fleurs.

## Biographie

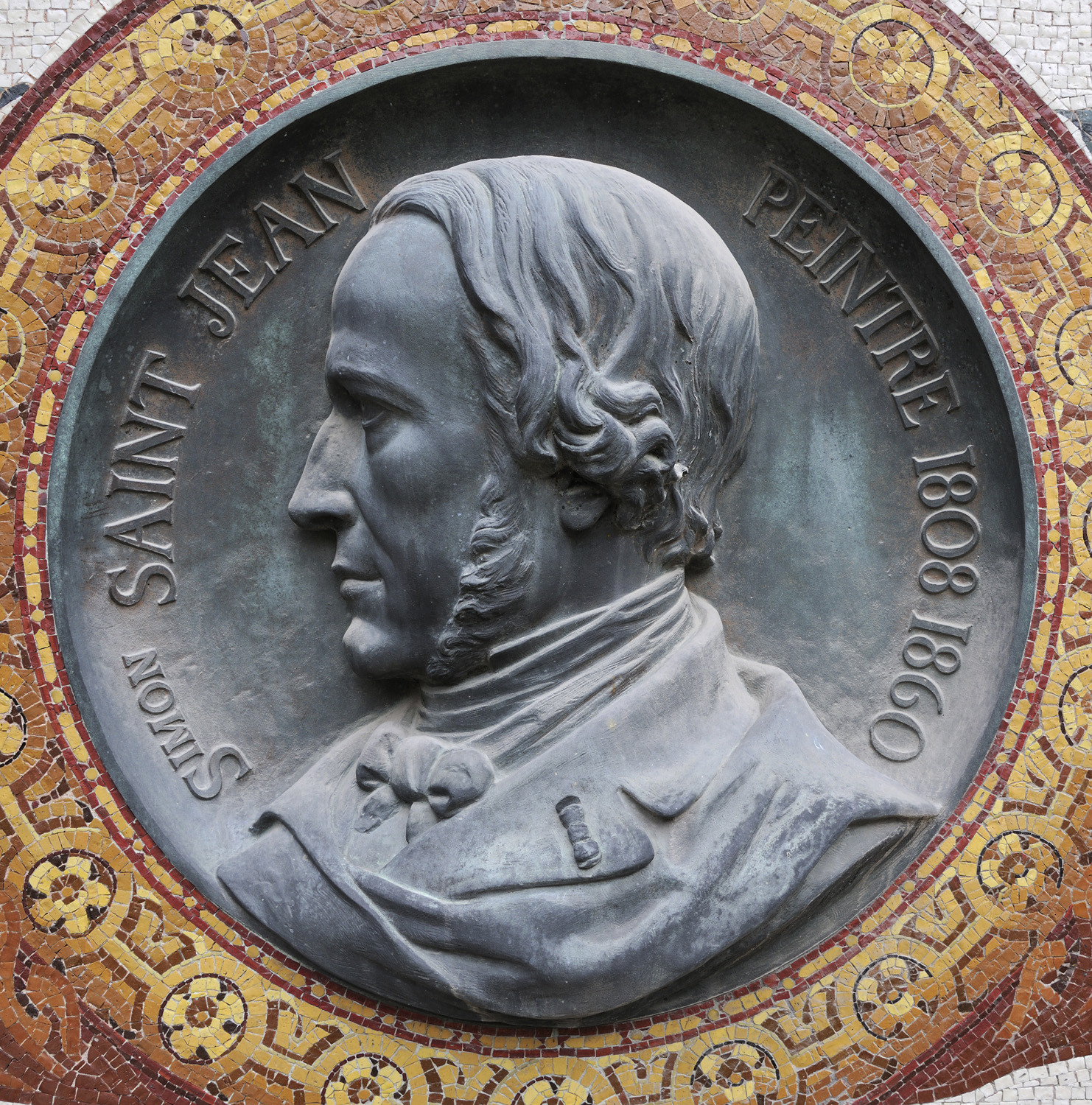
Joseph-Hugues Fabisch, Simon Saint-Jean, médaillon en bronze, musée des Beaux-Arts de Lyon.

Simon Saint-Jean est le fils d'Antoinette Potin et Jean-Marguerite Saint-Jean (Millery, 1780-Lyon, 1815), tonnelier. Il perd son père très jeune. Il entre en 1822 à l'École de beaux-arts de Lyon où il apprend le dessin dans les ateliers de Pierre Révoil et d'Augustin Alexandre Thierriat. Il y remporte les premiers prix dans des concours de fleurs et une médaille d'or en 1826.
Après sa sortie de l'école, il entre dans l'atelier de François Lepage où il continue ses études puis intègre l'atelier de soierie de Didier Petit en 1826.
En 1834, il débute au Salon de Paris et remporte une médaille de 2e classe.
Ayant perdu son père, sa mère et sa sœur Antoinette en 1829, il se marie en 1837 avec Camille Belmont, fille de Jean-Nicolas Belmont, un riche soyeux lyonnais, et d'Anne-Marie Terret.
En exposant son Vase rempli de fleurs au Salon de 1841, il remporte de nouveau une médaille de 2e classe. En 1842, Théophile Gautier écrit des propos élogieux tempérés de quelques réticences pour sa Tête de Christ dans un médaillon entouré des emblèmes eucharistiques présenté au Salon de 1842.
Après le Salon de 1843, il peint La Vierge aux fleurs et Le Christ aux raisins qui reçoivent des critiques élogieuses dans L'Artiste et La Presse. Sa réputation va alors grandissant et lui attire l'attention du baron Scipion Corvisart, fils adoptif de Jean-Nicolas Corvisart, qui tient un salon couvrant aussi un marché de tableaux. Il décide de lancer Simon Saint-Jean qui reçoit cette année-là les insignes de la Légion d'honneur. Le tableau Guirlande de fleurs suspendue autour d'une niche gothique de la Sainte-Vierge lui assure sa gloire.
Laneuille, le marchand de Corvisart, va d'abord imposer Simon Saint-Jean sur les marchés de l'art belge et hollandais, puis il l'introduit sur le marché anglais et fait entrer ses tableaux dans la collection du marquis d'Hertford. Ses œuvres se retrouvent dans les collections des princes Demidoff, Radziwill, Galitzine, etc. En France, ses tableaux sont achetés par le duc de Morny, Paul Casimir-Perier et Frédéric Pillet-Will.
En 1845, Charles Baudelaire critique négativement les tableaux de Simon Saint-Jean. Dans le Salon de 1845, il écrit :

« Saint-Jean qui est de l'école de Lyon, le bagne de la peinture — l'endroit du monde où on travaille le mieux les infiniment petits. Nous préférons les fleurs et le fruits de Rubens, et les trouvons plus naturels. Du reste le tableau de M. Saint-Jean est d'un fort vilain aspect, c'est monotonement jaune ? Au total, quelque bien faits qu'ils soient, les tableaux de M. Saint-Jean sont des tableaux de salle à manger, mais non des peintures de cabinet et de galerie ; de vrais tableaux de salle à manger. »

Dans le texte du Salon de 1846, Baudelaire lui reproche à nouveau l'usage excessif du jaune. Avec les jugements de Baudelaire, la critique parisienne prend ses distances avec le peintre et trouve également son usage de la couleur jaune excessive. Par contre, la critique lyonnaise continue à louer son art.
Il expose six tableaux à l'Exposition universelle de 1851 à Londres, bien que l'exposition était réservée aux produits de l'industrie, car les peintures de fleurs de Saint-Jean servent de modèles pour la fabrication des étoffes de soie dont Lyon s'est fait la spécialité.
Son épouse meurt en 1855, ce qui le plonge dans la dépression.
Il est reçu en 1855 à l'Académie de Bruxelles au fauteuil de Van Huysum. Au Salon de 1855, le jury lui accorde une nouvelle fois une médaille de 2e classe, mais le ministre d'État lui transmet officiellement la médaille de 1re classe.
Le 24 juin 1856, Saint-Jean est reçu à l'Académie de Lyon où il prononce son discours de réception intitulé De l'influence des Beaux-Arts sur l'industrie lyonnaise.

## Œuvre

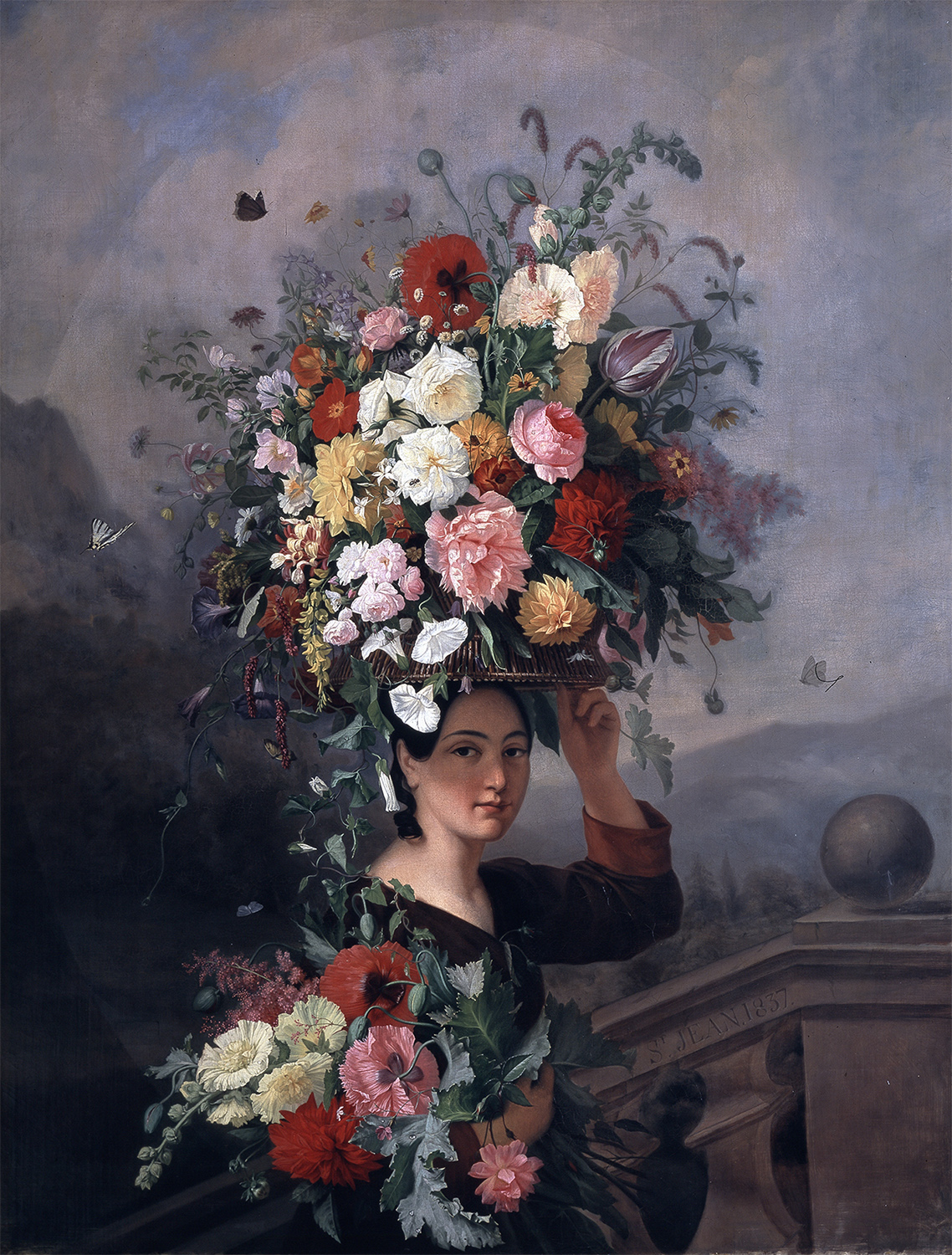
La Jardinière, 1837, huile sur toile,, musée des Beaux-Arts de Lyon.

## Salons et expositions universelles
- Fruits et fleurs, Salon de 1834, localisation inconnue.
- Bouquet sur une tombe, Salon de 1835, localisation inconnue.
- Tableau de fruits, Salon de 1838, localisation inconnue.
- Gibier mort, Salon de 1838, localisation inconnue.
- Fleurs dans une écorce confiées à un ruisseau, Salon de 1839, localisation inconnue.
- Compagnie de perdrix rouges, Salon de 1840, localisation inconnue.
- Panier de fraise, Salon de 1841, localisation inconnue.
- Guirlande de fleurs suspendue autour d'une niche gothique de la Sainte-Vierge, Salon de 1843, localisation inconnue.
- Fleurs et fruits près d'un bas-relief, Salon de 1844, localisation inconnue.
- Fruits et fleurs, Salon de 1845, ré-exposé au Salon de 1855, musée des Beaux-Arts de Dijon.
- Ceps de vigne entourant un tronc d'arbre, Salon de 1846, localisation inconnue.
- Fleurs dans un vase, Salon de 1846, localisation inconnue.
- Fruits dans un parc, Salon de 1852, localisation inconnue.
- Bouquet dans une grotte, Salon de 1852, localisation inconnue.

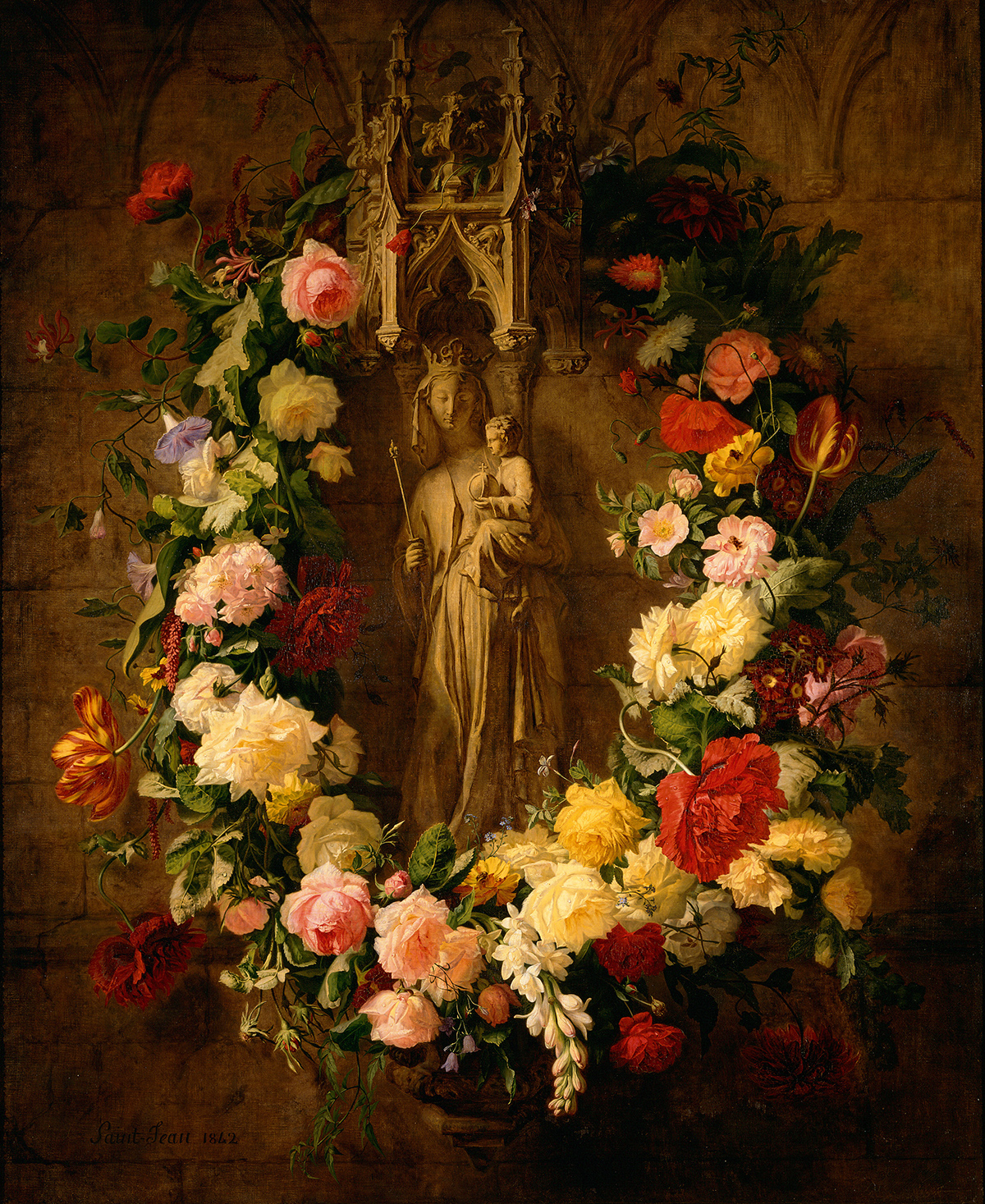
Offrande à la Vierge, 1842, huile sur toile, musée des Beaux-Arts de Lyon.

- Les Fleurs dans les ruines, Salon de 1855, Paris, musée du Louvre.
- La Récolte, Salon de 1855, localisation inconnue.
- Un panier de roses est déposé sur un bas-relief, Salon de 1855, localisation inconnue.
- Fleurs et fruits, Salon de 1855, localisation inconnue.
- Les Fleurs des tombeaux, Salon de 1855, localisation inconnue.
- Framboises et oranges, Salon de 1855, localisation inconnue.
- Raisons, Salon de 1855, localisation inconnue.
- Le Bénitier, Notre-Dame des Roses, 1850, Exposition universelle de 1851 à Londres, Exposition universelle de 1855 à Paris, château de Compiègne[7].
- Panier de fraises renversé, Salon de 1857, localisation inconnue.
- Melon, framboises, Salon de 1857, localisation inconnue.
- Le Raisin en espalier, Salon de 1857, localisation inconnue.
- Le Bouquet dans le bois, Salon de 1857, localisation inconnue.
- La Vierge à la chaise, médaillon en bois sculpté orné de fleurs, Salon de 1859, localisation inconnue.

## Œuvres dans les collections publiques
- France

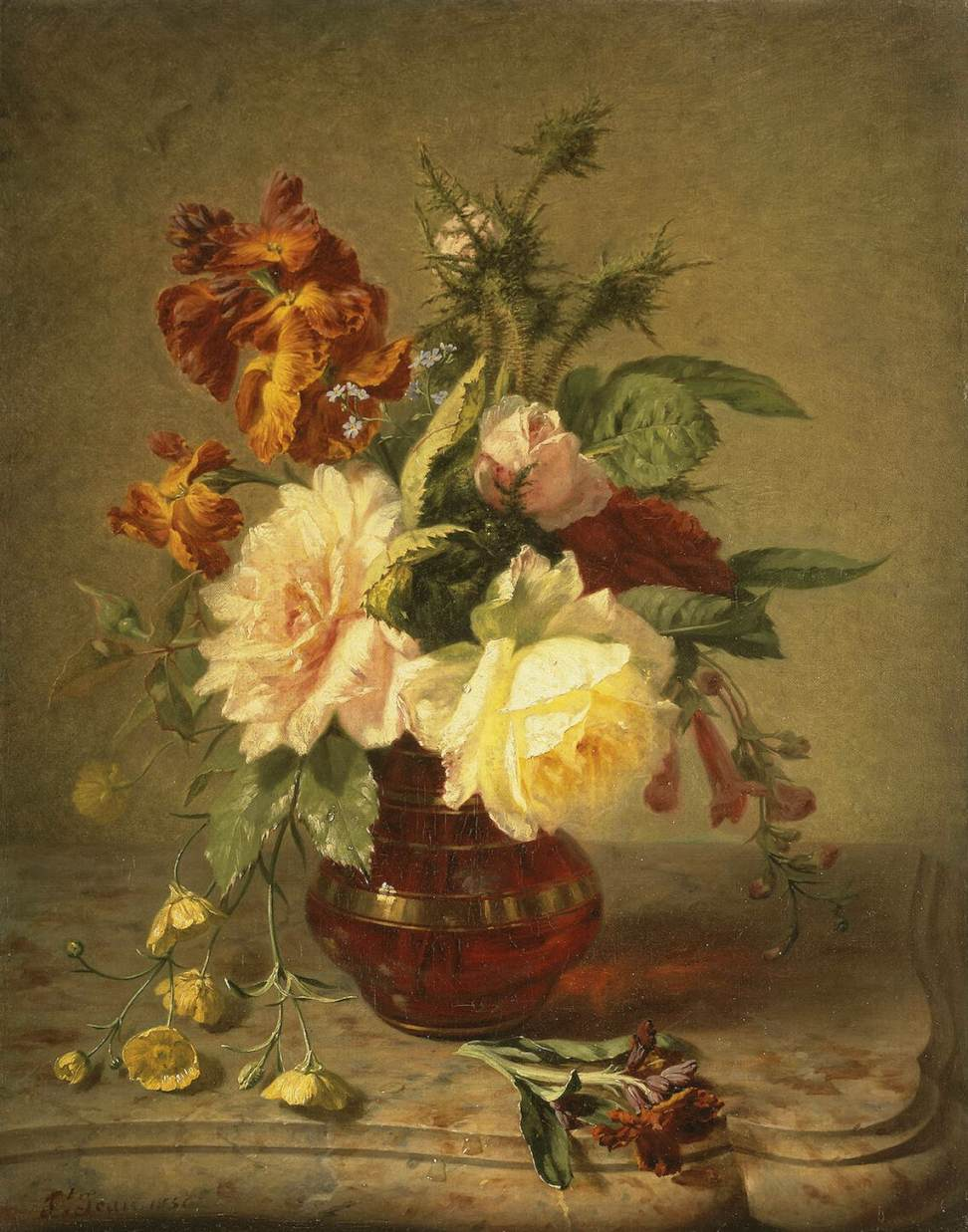
Fleurs, 1856, Saint-Pétersbourg, musée de l'Ermitage.

  - Compiègne, château de Compiègne : Le Bénitier, Notre-Dame des Roses, 1850, dépôt du musée du Louvre.
  - Lyon, musée des Beaux-Arts :
    - La Jardinière, 1837 ;
    - Jeune fille portant des fleurs, Salon de 1839 ;
    - Vase Médicis, Salon de 1841 ;
    - Tête de Christ dans un médaillon entouré des emblèmes eucharistiques, Salon de 1842 ;
    - Offrande à la Vierge, 1842 ;
    - Vase de fleurs contenant des orchidées, des roses, des pavots, Salon de 1852.

  - Paris, musée du Louvre :
    - Bouquet dans une grotte, Salon de 1852[8].

  - Rouen, musée des Beaux-Arts : Fleurs dans un chapeau, 1833, Salon de 1834[9].
  - Villefranche-sur-Saône, musée Paul-Dini : Cerises, 1850, huile sur toile.

- Royaume-Uni
  - Londres, Wallace Collection :
    - Fleurs et raisins, 1844, huile sur toile, 124 × 101 cm,[10] ;
    - Fleurs et raisins, 1846, huile sur toile, 124 × 101 cm[10] ;
    - Fleurs et fruits, 1848, huile sur toile, 90 × 72 cm[10] ;
    - Fleurs et fruits, 1853, huile sur toile, 44 × 53 cm[10].

- Russie
  - Saint-Pétersbourg, musée de l'Ermitage : Fleurs, 1856, huile sur toile, 47 × 38 cm.

## Distinctions
- Chevalier de la Légion d'honneur le 6 juin 1843.
- Chevalier de l'ordre de Léopold en 1855.